# Latin Kick
Albums de Cal Tjader
Jazz at The Blackhawk Mas Ritmo Caliente !
Latin Kick est un album studio de la discographie de Cal Tjader enregistré en 1956 avec une formation quintet et sextet. Il est sorti en 1956 et contient le single « Moonlight in Vermont », les reprises arrangées à la sauce latin jazz des titres  « September Song »,  « I Love Paris »,  « All the Things You Are ». On remarquera aussi 2 de compositions originales de Cal Tjader.

## Titres
- Face A (19:42)[1]
  1. Invitation (A1) - 4:13  ∫ de Bronislaw Kaper et Paul Francis Webster
  2. Lover, Come Back to Me (A2) - 3:41 ∫  de Sigmund Romberg et Oscar Hammerstein II
  3. September Song (A3) - 2:28 ∫ de Kurt Weill et Maxwell Anderson
  4. Will You Still Be Mine? (A4) - 3:28 ∫ de Matt Dennis et Tom Adair
  5. I Love Paris (A5) - 5:52 ∫ de Cole Porter
- Face B (20:32)
  1. Tropicville (B1) - 3:14 ∫ de Cal Tjader
  2. Moonlight in Vermont (B2) - 2:58  ∫ de John Blackburn et Karl Suessdorf
  3. Bye Bye Blues (B3) - 3:40 ∫ de David Bennett, Chauncey Gray, Bert Lown et Frederick Hamm
  4. Manuel's Mambo (B4) - 3:17 ∫ de Manuel Duran
  5. All the Things You Are (B5) - 4:10	∫ de Jerome Kern et Oscar Hammerstein II
  6. Blues from Havana (B6) - 3:13 ∫ de Cal Tjader

## Single extrait au format 45 (7")
- 1958 : Latin Kick (EP) dont la liste des titres est > 1. Moonlight In Vermont (A1) (Single) - 2. Blues From Havana (A2) (Single) / 3. September Song (B1) -  4. Manuel's Mambo (B2) ∫ Référence : Karusell Records Karusell KSEP 3070 (édition suédoise).

## Personnel & Enregistrement
On retrouve ici une formation quintet de cal Tjader avec les deux frères de Eddie Duran, guitariste. Sur quatre morceaux de choix, le quintet se transforme en Sextet avec l'arrivée de Brew Moore au saxophone ténor.
- Enregistrements studio à Radio Recorders[3], le 6 novembre 1956, à Los Angeles, (Californie). Masters Fantasy Records.

## Design de Couverture
- Description :  Un cactus géant au milieu du désert (de Californie ?) parsemé de petits cactus. Sous l'ombre géante projetée au sol, se sont réfugiés des spectateurs en sombréro; et à la pointe, au sommet de l'ombre, on observe un orchestre avec notamment un vibraphoniste et un contrebassiste. (Voir la pochette[8]).
- Illustration de : Arnold Roth.

## Informations de Sortie
- Année de Sortie : 1956
- Intitulé : Cal Tjader - Latin Kick
- Label : Fantasy Records
- Référence Catalogue : Fantasy F-3250
- Format :  LP 33 ou (12")
- Liner Notes : …[9]

## Réédition FormatLPetCD
Réédition en album LP 33 Série Stéréo Disque sous le titre original « Latin Kick » .
- Références : Fantasy Records F-8033 (1963)[11].
- Références : Fantasy Records F-8425 (année?)[11].
- Références : Fantasy Records BLPS-19137 (1972)[11].

Puis Réédition en CD sous le titre original « Latin Kick »  :
- Références : Fantasy - Original Jazz Classics	OJC 642 (1991) et OJC 642-2 (1995)[11].

## Observations
La pochette de ce disque illustre bien la châleur du rythme latin que Cal Tjader veut nous convier à partager. Cependant la relative quiétude des spectateurs à l'ombre du cactus contraste quelque peu avec le rythme de l'album.
Plusieurs reprises réarrangées de standards figurent sur cet album Latin Kick, que l'on peut traduire littéralement par « coup de pied latin ». Cal Tjaders voudrait inviter ses fans à danser sur des rythmes latin de jazz et mambo, qu'il ne s'y serait pas pris autrement comme l'atteste « Manuel's Mambo » avec sa ligne musicale de vibraphone.
« September Song» de Kurt Weill et Maxwell Anderson, a été initialement écrit pour la comédie musicale de Broadway « Knickerbocker Holiday » (1938). Ce titre comme d'autres, témoigne de l'importance et de l'intérêt particulier que Cal Tjader attache à la musicalité des titres de comédie musicale.
On peut retrouver le titre « I Love Paris » sur la compilation « The Jazz Giants Play Cole Porter : Night And Day » sortie chez Prestige Records (Prestige PRCD 24203-2).
« All the Things You Are» de Jerome Kern et Oscar Hammerstein II, initialement écrit aussi pour une comédie musicale « Very Warm for May » (1939) retrouve toute sa musicalité en version instrumentale.
L'album se clôture avec « Blues from Havana » : un morceau rythmé mais sage, composé par Cal Tjader et dont Brew Moore donne le ton avec son saxophone ténor.

### Critique[19]
Le mélange caractéristique de latin jazz de Cal Tjader, fait de rythmes afro-cubains et de solos de jazz classique s'étoffe sur cet album et prend de l'ampleur avec ces sessions d'enregistrement de 1956.
Les titres sont souvent plus longs que sur les albums précédents, pour finalement profiter davantage de la logistique du LP. Le résultat offre un mélange équilibré de sons latin et de jazz.
Le saxophoniste ténor Brew Moore se voit offrir des plages étendues pour souffler d'un groove léger à la façon de Stan Getz sur 4 titres. Sur le titre « I Love Paris », Luis Miranda (congas) et Bayardo Velarde (timbales) s'engagent dans un combat spirituel de percussions, vampirisé par les frères Duran (Manuel au piano et Carlos à la contrebasse).
Tout fonctionne d'une brillante manière maîtrisée et l'elliptique et swinguant vibraphone de Cal Tjader préside génialement cet ensemble harmonieux.